# San Basilisco
La figura e l'identità di san Basilisco sono molto controverse. Oggi si tende a credere che questo fosse un soldato romano che, probabilmente nel 312, venne martirizzato e sepolto a Comana, in Cappadocia, nell'odierna Turchia.